# Josep Clofent i Rosique
Josep Clofent i Rosique (Barcelona, 12 de gener de 1948) és un polític català.

## Biografia
Graduat en enginyeria tècnica industrial a l'Escola Tècnica Universitària de Canet de Mar (Maresme). Treballà a diverses empreses del sector tèxtil i milità al PSUC de 1969 a 1973. Va ser membre de l'escoltisme de 1952-1957 i promotor de l'agrupament escolta de Caldes d'Estrac. Es va integrar a Convergència Socialista de Catalunya (CSC) i després en el PSC, del que en fou primer secretari de la Federació del Maresme i conseller nacional. També ha estat secretari general del Maresme de la UGT de Catalunya de 1978 a 1991.
A les eleccions municipals de 1987 fou escollit regidor de l'ajuntament d'Argentona i primer tinent d'alcalde a les les de 1991. També ha estat membre del Consell Comarcal del Maresme (1987-1995) i diputat a les eleccions al Parlament de Catalunya de 1988, 1992, 1995 i 1999 pel PSC-PSOE. Ha estat vicepresident de la Comissió d'Indústria, Energia, Comerç i Turisme del Parlament de Catalunya el 1992.